# Championnat d'Asie et d'Océanie de volley-ball masculin 2007
Navigation
Édition précédente Édition suivante
Le Championnat d'Asie et d'Océanie de volley-ball masculin 2007  est la quatorzième édition de cette compétition organisée par l'AVC opposant dix-sept équipes nationales des continents asiatique et océanien. Elle se dispute à Jakarta, en Indonésie du 31 aoûtau 9 septembre 2007 et est remportée par l'équipe d'Australie de volley-ball.

## Équipes présentes
| - Thaïlande - Iran - Australie - Viêt Nam - Inde - Corée du Sud - Japon - Koweït - Chine | - Indonésie - Taïwan - Pakistan - Qatar - Kazakhstan - Sri Lanka - Arabie saoudite - Maldives |

## Poules
L'Indonésie, en tant qu'organisateur, le Japon, la Chine et la Corée du Sud, en tant que trois premières équipes du précédent Championnat d'Asie et d'Océanie, sont exemptés de la phase de groupe.
| Poule A               | Poule B                | Poule C                             | Poule D                          |
| --------------------- | ---------------------- | ----------------------------------- | -------------------------------- |
| Maldives Qatar Taïwan | Pakistan Iran Viêt Nam | Arabie saoudite Thaïlande Sri Lanka | Australie Koweït Kazakhstan Inde |

## Première phase

### Poule A

#### Classement
| # | Équipe   | Pts | J | G | P | Sp | Sc | Ratio | Pp  | Pc  | Ratio |
| - | -------- | --- | - | - | - | -- | -- | ----- | --- | --- | ----- |
| 1 | Taïwan   | 4   | 2 | 2 | 0 | 6  | 1  | 6     | 179 | 132 | 1.356 |
| 2 | Qatar    | 3   | 2 | 1 | 1 | 4  | 3  | 1.333 | 169 | 148 | 1.142 |
| 3 | Maldives | 2   | 2 | 0 | 2 | 0  | 6  | 0     | 82  | 150 | 0.547 |

### Poule B

#### Classement
| # | Équipe   | Pts | J | G | P | Sp | Sc | Ratio | Pp  | Pc  | Ratio |
| - | -------- | --- | - | - | - | -- | -- | ----- | --- | --- | ----- |
| 1 | Iran     | 4   | 2 | 2 | 0 | 6  | 2  | 3     | 193 | 158 | 1.222 |
| 2 | Pakistan | 3   | 2 | 1 | 1 | 4  | 5  | 0.8   | 198 | 197 | 1.005 |
| 3 | Viêt Nam | 2   | 2 | 0 | 2 | 3  | 6  | 0.5   | 174 | 210 | 0.829 |

### Poule C

#### Classement
| # | Équipe          | Pts | J | G | P | Sp | Sc | Ratio | Pp  | Pc  | Ratio |
| - | --------------- | --- | - | - | - | -- | -- | ----- | --- | --- | ----- |
| 1 | Thaïlande       | 4   | 2 | 2 | 0 | 6  | 1  | 6     | 172 | 133 | 1.293 |
| 2 | Arabie saoudite | 3   | 2 | 1 | 1 | 4  | 3  | 1.333 | 153 | 145 | 1.055 |
| 3 | Sri Lanka       | 2   | 2 | 0 | 2 | 0  | 6  | 0     | 103 | 150 | 0.687 |

### Poule D

#### Classement
| # | Équipe     | Pts | J | G | P | Sp | Sc | Ratio | Pp  | Pc  | Ratio |
| - | ---------- | --- | - | - | - | -- | -- | ----- | --- | --- | ----- |
| 1 | Australie  | 6   | 3 | 3 | 0 | 9  | 1  | 9     | 247 | 170 | 1.453 |
| 2 | Inde       | 5   | 3 | 2 | 1 | 7  | 5  | 1.4   | 277 | 264 | 1.049 |
| 3 | Kazakhstan | 4   | 3 | 1 | 2 | 5  | 6  | 0.833 | 234 | 252 | 0.929 |
| 4 | Koweït     | 3   | 3 | 0 | 3 | 0  | 9  | 0     | 155 | 227 | 0.683 |

## Deuxième tour
Lors du deuxième tour, pour les places 9 à 17 chaque équipe est placée dans une poule de 4 avec une autre équipe déjà présente dans sa poule ainsi que 2 autres équipes d'une même poule. Toutes les équipes conservent les points acquis lors des confrontations directes.
Pour les places 1 à 8, la première équipe des poules A et C sont placées dans la poule E avec l'Indonésie et la Chine ; et la première équipe des poules B et D sont placées dans la poule F avec le Japon et la Corée du Sud.

### Classement 9-17

#### Composition des groupes
| Poule G                                  | Poule H                                  |
| ---------------------------------------- | ---------------------------------------- |
| Qatar Arabie saoudite Maldives Sri Lanka | Pakistan Inde Viêt Nam Kazakhstan Koweït |

#### Poule G
| # | Équipe          | Pts | J | G | P | Sp | Sc | Ratio | Pp  | Pc  | Ratio |
| - | --------------- | --- | - | - | - | -- | -- | ----- | --- | --- | ----- |
| 1 | Qatar           | 6   | 3 | 3 | 0 | 9  | 0  | MAX   | 229 | 150 | 1.527 |
| 2 | Arabie saoudite | 5   | 3 | 2 | 1 | 6  | 3  | 2     | 213 | 188 | 1.133 |
| 3 | Sri Lanka       | 4   | 3 | 1 | 2 | 3  | 7  | 0.429 | 190 | 229 | 0.83  |
| 4 | Maldives        | 3   | 3 | 0 | 3 | 1  | 9  | 0.111 | 164 | 259 | 0.633 |

#### Poule H
| # | Équipe     | Pts | J | G | P | Sp | Sc | Ratio | Pp  | Pc  | Ratio |
| - | ---------- | --- | - | - | - | -- | -- | ----- | --- | --- | ----- |
| 1 | Inde       | 8   | 4 | 4 | 0 | 12 | 2  | 6     | 347 | 287 | 1.209 |
| 2 | Kazakhstan | 7   | 4 | 3 | 1 | 11 | 4  | 2.75  | 359 | 311 | 1.154 |
| 3 | Pakistan   | 6   | 4 | 2 | 2 | 6  | 8  | 0.75  | 297 | 312 | 0.952 |
| 4 | Viêt Nam   | 5   | 4 | 1 | 3 | 6  | 9  | 0.667 | 327 | 346 | 0.945 |
| 5 | Koweït     | 4   | 4 | 0 | 4 | 0  | 12 | 0     | 234 | 308 | 0.76  |

### Classement 1-8

#### Composition des groupes
| Poule E                          | Poule F                           |
| -------------------------------- | --------------------------------- |
| Indonésie Chine Taïwan Thaïlande | Japon Corée du Sud Iran Australie |

#### Poule E
| # | Équipe    | Pts | J | G | P | Sp | Sc | Ratio | Pp  | Pc  | Ratio |
| - | --------- | --- | - | - | - | -- | -- | ----- | --- | --- | ----- |
| 1 | Chine     | 6   | 3 | 3 | 0 | 9  | 5  | 1.8   | 310 | 278 | 1.115 |
| 2 | Thaïlande | 4   | 3 | 1 | 2 | 7  | 8  | 0.875 | 322 | 316 | 1.019 |
| 3 | Indonésie | 4   | 3 | 1 | 2 | 7  | 8  | 0.875 | 314 | 326 | 0.963 |
| 4 | Taïwan    | 4   | 3 | 1 | 2 | 6  | 8  | 0.75  | 294 | 320 | 0.919 |

#### Poule F
| # | Équipe       | Pts | J | G | P | Sp | Sc | Ratio | Pp  | Pc  | Ratio |
| - | ------------ | --- | - | - | - | -- | -- | ----- | --- | --- | ----- |
| 1 | Australie    | 6   | 3 | 3 | 0 | 9  | 6  | 1.5   | 318 | 313 | 1.016 |
| 2 | Japon        | 5   | 3 | 2 | 1 | 8  | 4  | 2     | 275 | 250 | 1.1   |
| 3 | Corée du Sud | 4   | 3 | 1 | 2 | 6  | 6  | 1     | 274 | 279 | 0.982 |
| 4 | Iran         | 3   | 3 | 0 | 3 | 2  | 9  | 0.222 | 236 | 261 | 0.904 |

## Phase finale
Les équipes classées 3e et 4e des groupes G et H sont reversées dans le Groupe 13-16 pour les places 13 à 16.
Les équipes classées 1re et 2de des groupes G et H sont reversées dans le Groupe 9-12 pour les places 9 à 12.
Les équipes des groupes E et F sont reversées dans le Groupe 1-8 pour les places 1 à 8.
Les équipes conservent les points acquis lors des confrontations directes avec les équipes du même groupe de la phase finale.

### Groupe 13-16

#### Composition du groupe
- Sri Lanka
- Pakistan
- Maldives
- Viêt Nam

#### Résultats et classement
| # | Équipe    | Pts | J | G | P | Sp | Sc | Ratio | Pp  | Pc  | Ratio |
| - | --------- | --- | - | - | - | -- | -- | ----- | --- | --- | ----- |
| 1 | Pakistan  | 6   | 3 | 3 | 0 | 9  | 2  | 4.5   | 263 | 201 | 1.308 |
| 2 | Sri Lanka | 5   | 3 | 2 | 1 | 6  | 6  | 1     | 249 | 259 | 0.961 |
| 3 | Viêt Nam  | 4   | 3 | 1 | 5 | 7  | 6  | 1.167 | 285 | 278 | 1.025 |
| 4 | Maldives  | 3   | 3 | 0 | 3 | 1  | 9  | 0.111 | 173 | 249 | 0.695 |

### Groupe 9-12

#### Composition du groupe
- Qatar
- Inde
- Arabie saoudite
- Kazakhstan

#### Résultats et classement
| # | Équipe          | Pts | J | G | P | Sp | Sc | Ratio | Pp  | Pc  | Ratio |
| - | --------------- | --- | - | - | - | -- | -- | ----- | --- | --- | ----- |
| 1 | Inde            | 6   | 3 | 3 | 0 | 9  | 4  | 2.25  | 298 | 278 | 1.072 |
| 2 | Kazakhstan      | 5   | 3 | 2 | 1 | 8  | 4  | 2     | 277 | 261 | 1.061 |
| 3 | Qatar           | 4   | 3 | 1 | 2 | 6  | 6  | 1     | 261 | 262 | 0.996 |
| 4 | Arabie saoudite | 3   | 3 | 0 | 3 | 0  | 9  | 0     | 190 | 225 | 0.844 |

### Groupe 1-8

#### Composition du groupe
| - Chine - Australie - Thaïlande - Japon | - Indonésie - Corée du Sud - Taïwan - Iran |

#### Résultats et classement
| # | Équipe       | Pts | J | G | P | Sp | Sc | Ratio | Pp  | Pc  | Ratio |
| - | ------------ | --- | - | - | - | -- | -- | ----- | --- | --- | ----- |
| 1 | Australie    | 13  | 7 | 6 | 1 | 20 | 9  | 2.222 | 665 | 616 | 1.08  |
| 2 | Japon        | 12  | 7 | 5 | 2 | 17 | 7  | 2.429 | 563 | 485 | 1.161 |
| 3 | Corée du Sud | 12  | 7 | 5 | 2 | 18 | 6  | 3     | 575 | 514 | 1.119 |
| 4 | Chine        | 12  | 7 | 5 | 2 | 15 | 13 | 1.154 | 615 | 603 | 1.02  |
| 5 | Iran         | 10  | 7 | 3 | 4 | 11 | 16 | 0.688 | 606 | 602 | 1.007 |
| 6 | Thaïlande    | 9   | 7 | 2 | 5 | 12 | 17 | 0.706 | 616 | 638 | 0.966 |
| 7 | Indonésie    | 8   | 7 | 1 | 6 | 7  | 20 | 0.35  | 565 | 640 | 0.883 |
| 8 | Taïwan       | 8   | 7 | 1 | 6 | 8  | 20 | 0.4   | 557 | 664 | 0.839 |

## Classement final
| Place              | Équipe          |
| ------------------ | --------------- |
| Médaille d'or      | Australie       |
| Médaille d'argent  | Japon           |
| Médaille de bronze | Corée du Sud    |
| 4                  | Chine           |
| 5                  | Iran            |
| 6                  | Thaïlande       |
| 7                  | Indonésie       |
| 8                  | Taïwan          |
| 9                  | Inde            |
| 10                 | Kazakhstan      |
| 11                 | Qatar           |
| 12                 | Arabie saoudite |
| 13                 | Pakistan        |
| 14                 | Sri Lanka       |
| 15                 | Viêt Nam        |
| 16                 | Maldives        |
| 17                 | Koweït          |

## Distinctions individuelles
- MVP : Daniel Howard
- Meilleur marqueur : Mohammad Mohammadkazem
- Meilleur attaquant : Lee Kyung-Soo
- Meilleur contreur : Lee Sun-Kyu
- Meilleur serveur : Yu Koshikawa
- Meilleur passeur : Kosuke Tomonaga
- Meilleur libéro : Yeo Oh-Hyun
- Meilleur réceptionneur : Siriphum Supachai